# French Stewart
Milton French Stewart (* 20. Februar 1964 in Albuquerque, New Mexico) ist ein US-amerikanischer Schauspieler.

## Leben
Nach seinem Abschluss an der „American Academy of Dramatic Arts“ tourte er sieben Jahre lang durch verschiedene Regionaltheater. Seine ersten Auftritte vor der Kamera absolvierte er in Fernsehserien wie Seinfeld und Charmed – Zauberhafte Hexen. Er spielte in einigen Kinoproduktionen wie Stargate und Leaving Las Vegas in Nebenrollen mit. Popularität erlangte er durch seine Hauptrolle als Harry Solomon in der Serie Hinterm Mond gleich links (1996–2001), die ihm mehrere Nominierungen für den Screen Actors Guild Award einbrachte. Größere Bekanntheit erlangte Stewart zudem durch die Rolle des Küchenchefs Rudy in der seit 2013 produzierten US-Sitcom Mom.
French Stewart war seit 1998 mit der Schauspielerin Katherine LaNasa verheiratet und hatte einen Stiefsohn. Diese Ehe wurde 2009 geschieden. Stewart wurde im Juni 2013 zum ersten Mal Vater einer Tochter.

## Filmografie (Auswahl)
- 1994: Stargate
- 1996–2001: Hinterm Mond gleich links (3rd Rock from the Sun, Fernsehserie, 139 Folgen)
- 1997: McHale’s Navy
- 1999: Liebe? Lieber nicht! (Love Stinks)
- 2000: Charmed – Zauberhafte Hexen (Charmed, Fernsehserie, Folge 2x22)
- 2002: Clockstoppers
- 2002: Kevin – Allein gegen alle (Home Alone 4)
- 2002: Ally McBeal (Fernsehserie, Folge 5x09)
- 2003: Inspektor Gadget 2
- 2004: CSI: Vegas (CSI: Crime Scene Investigation, Fernsehserie, Folge 5x01)
- 2007: Bones – Die Knochenjägerin (Bones, Fernsehserie, Folge 2x13)
- 2007: Pandemic – Tödliche Erreger (Pandemic)
- 2008: Unter Kontrolle (Surveillance)
- 2008: Pushing Daisies (Fernsehserie, Folge 2x01)
- 2010: Private Practice (Fernsehserie, Folge 4x01)
- 2010: Castle (Fernsehserie, Folge 2x20 Die Late Night Jungs)
- 2011: Stargate Universe (Fernsehserie, Folge 2x13)
- 2012: Community (Fernsehserie, Folge 3x12)
- 2013: The Middle (Fernsehserie, 3 Folgen)
- 2013–2020: Mom (Fernsehserie, 37 Folgen)
- 2014: Psych (Fernsehserie, 1 Folge)
- 2014: Die kleinen Superstrolche retten den Tag (The Little Rascals Save the Day)
- 2017–2018: Navy CIS (NCIS, Fernsehserie, 2 Folgen)
- 2019: Deadly Class (Fernsehserie, 2 Folgen)
- 2021: Queen Bees – Im Herzen jung (Queen Bees)
- 2024: Bob Trevino Likes It
- 2025: Killing Mary Sue